# Gwendoline Davies
Gwendoline Elizabeth Davies, CH (née le 11 février 1882 – morte le 3 juillet 1951), est une mécène, philanthrope et collectionneuse d'art galloise qui, avec sa sœur Margaret, est reconnue comme collectionneuse des plus importantes de son époque, surtout de tableaux impressionnistes. Jouissant toutes les deux d'une fortune confortable héritée des affaires de leur grand-père, l'industriel David Davies, les deux sœurs ont réuni l'une des collections privées d'art parmi les plus remarquables de Grande-Bretagne. Elles ont légué au milieu du XXe siècle 260 œuvres à ce qui est maintenant le musée national de Galles à Cardiff.

## Famille
Gwendoline Davies naît à Llandinam, dans le Pays de Galles, fille d'Edward Davies et de son épouse Mary (fille d'Evan Jones, pasteur méthodiste de tendance rigoriste calviniste). Edward Davies était le fils unique de l'industriel et philanthrope David Davies (1818-1890). Le frère aîné de Gwendoline Davies, David Davies (1880-1944), a été élevé à la pairie en 1932, recevant le titre de baron, et sa sœur, Margaret (1884-1963), est devenue également collectionneuse. Les deux sœurs ont été élevées à la Highfield School de Hendon.

## Patronne des arts

### Collection
C'est vers 1908, alors qu'elles voyagent en Europe, que les deux sœurs commencent à collectionner des œuvres d'art. Elles achètent notamment des tableaux impressionnistes et post-impressionnistes, ainsi que des tableaux contemporains d'artistes comme Josef Herman, Oskar Kokoschka, Augustus John, Stanley Spencer, Frank Brangwyn et Eric Gill.  Hugh Blaker, lui-même collectionneur et conservateur du Holburne Museum (de 1905 à 1913), les conseille dans leurs achats et dans la tenue de leur collection.
Gwendoline et Margaret Davies, demeurées célibataires, achètent le manoir de Gregynog juste après la Première Guerre mondiale, après de longues discussions avec leur ami de toujours, Thomas Jones, et y installent ce qui ressemble à un foyer artistique. En 1923, elles lancent la Gregynog Press, spécialisée dans la publication limitée de livres d'art en langue anglaise et en langue galloise. Thomas Jones dirige l'imprimerie et la maison d'éditions.

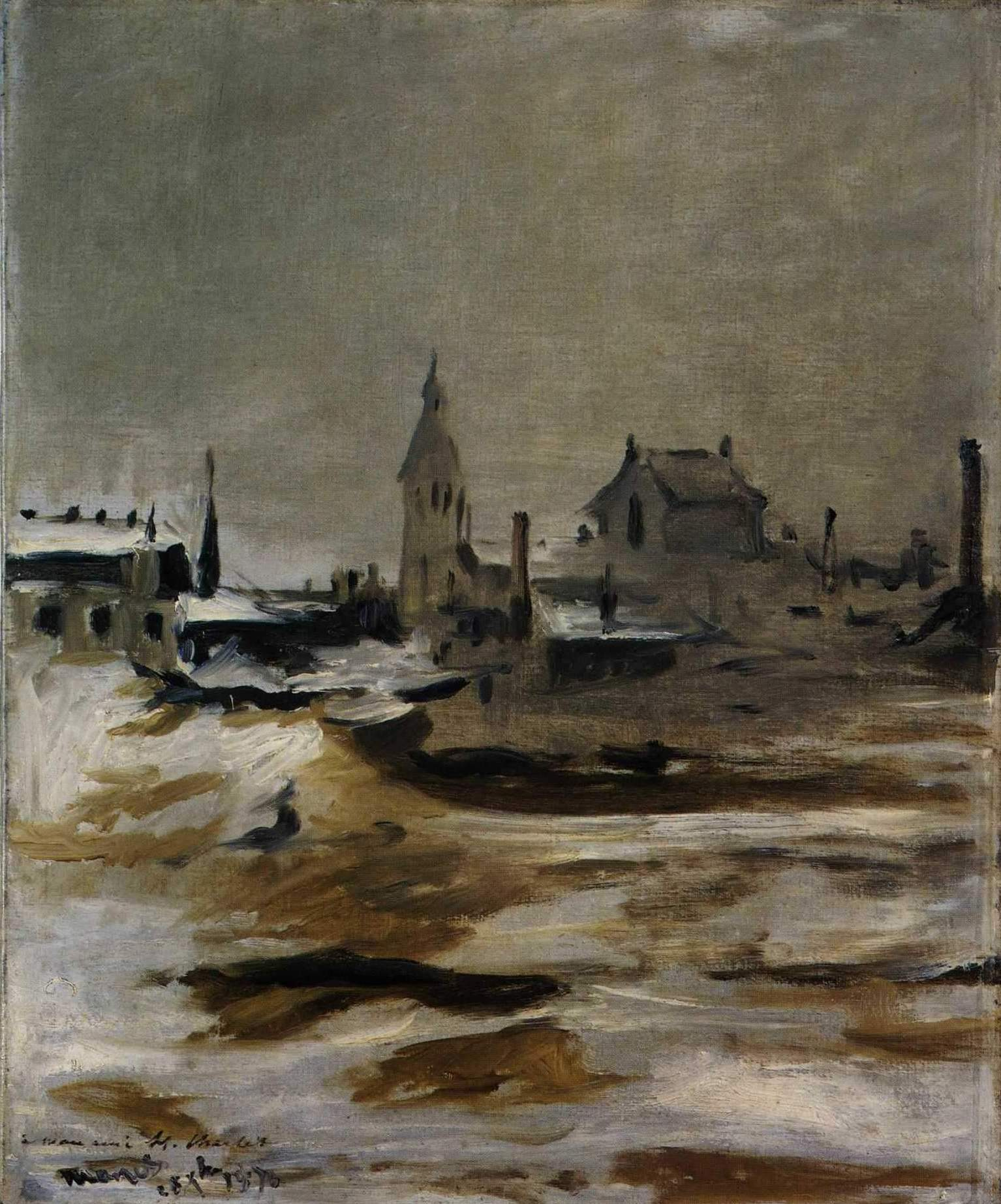
Édouard Manet: Effet de neige à Petit-Montrouge
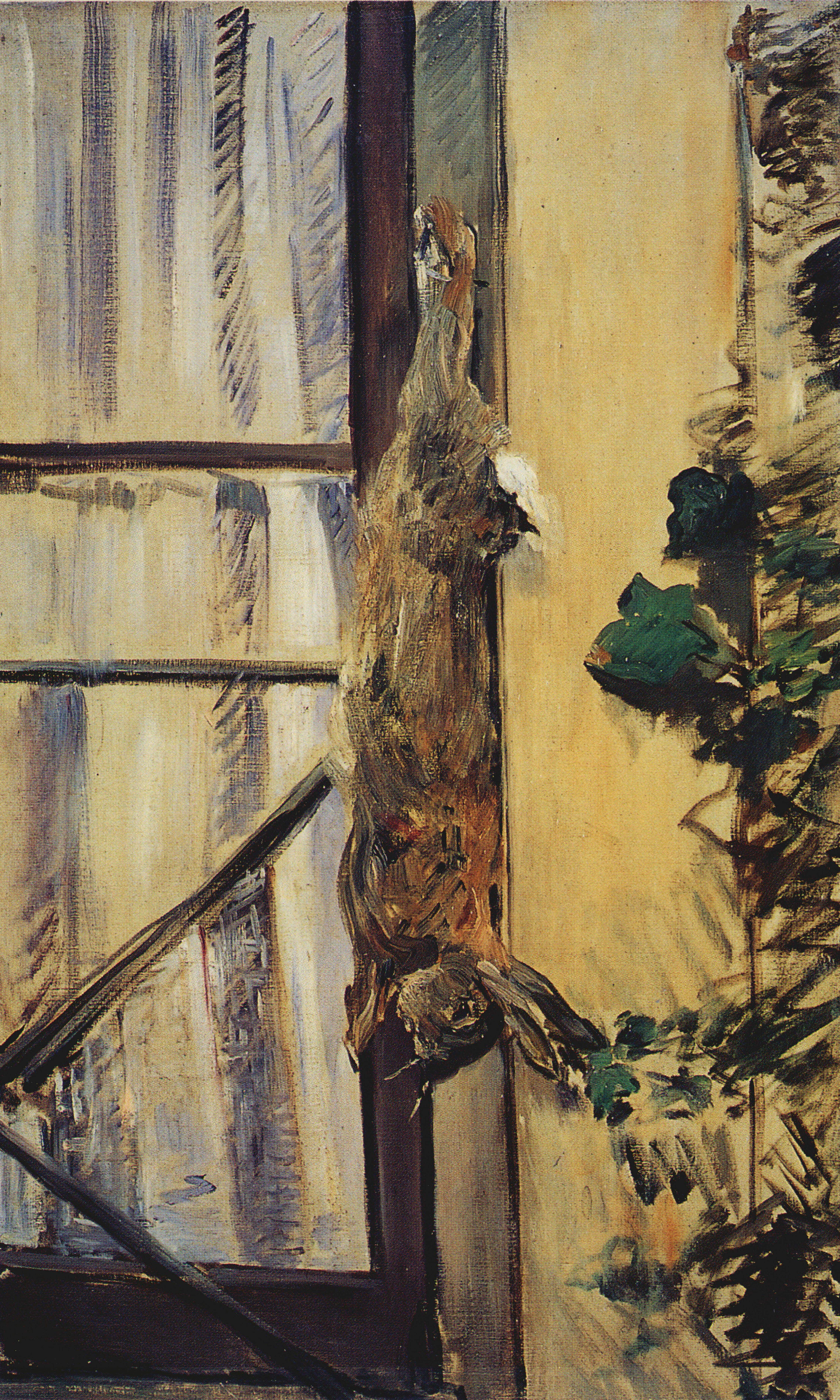
Édouard Manet: Le Lapin
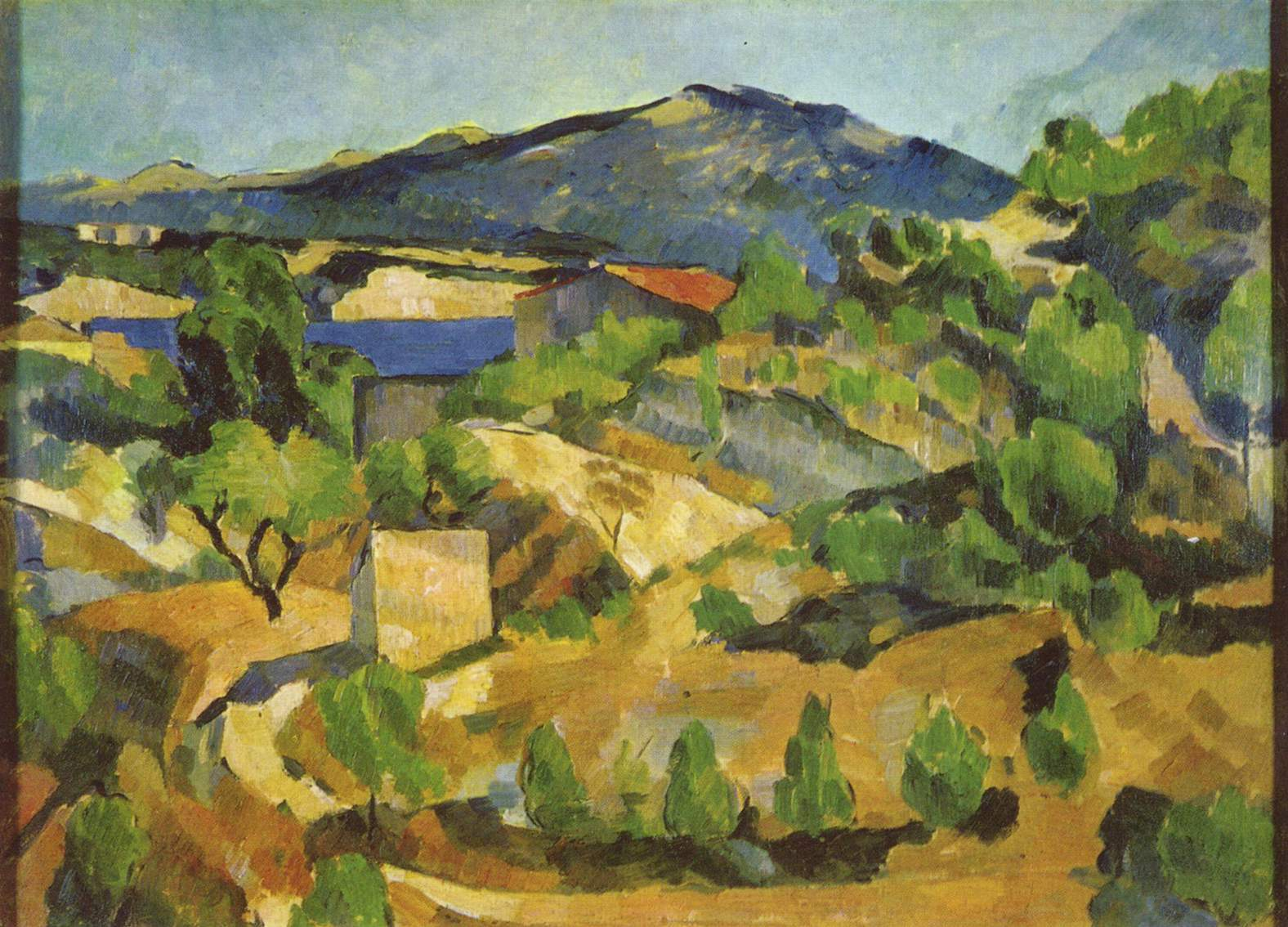
Paul Cézanne: Montagnes en Provence
Paul Cézanne: Nature morte à la théière
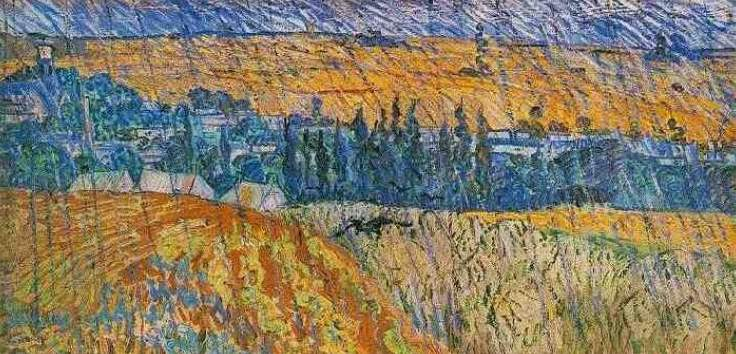
Vincent van Gogh: Paysage d'Auvers sous la pluie

### Festival de musique de Gregynog

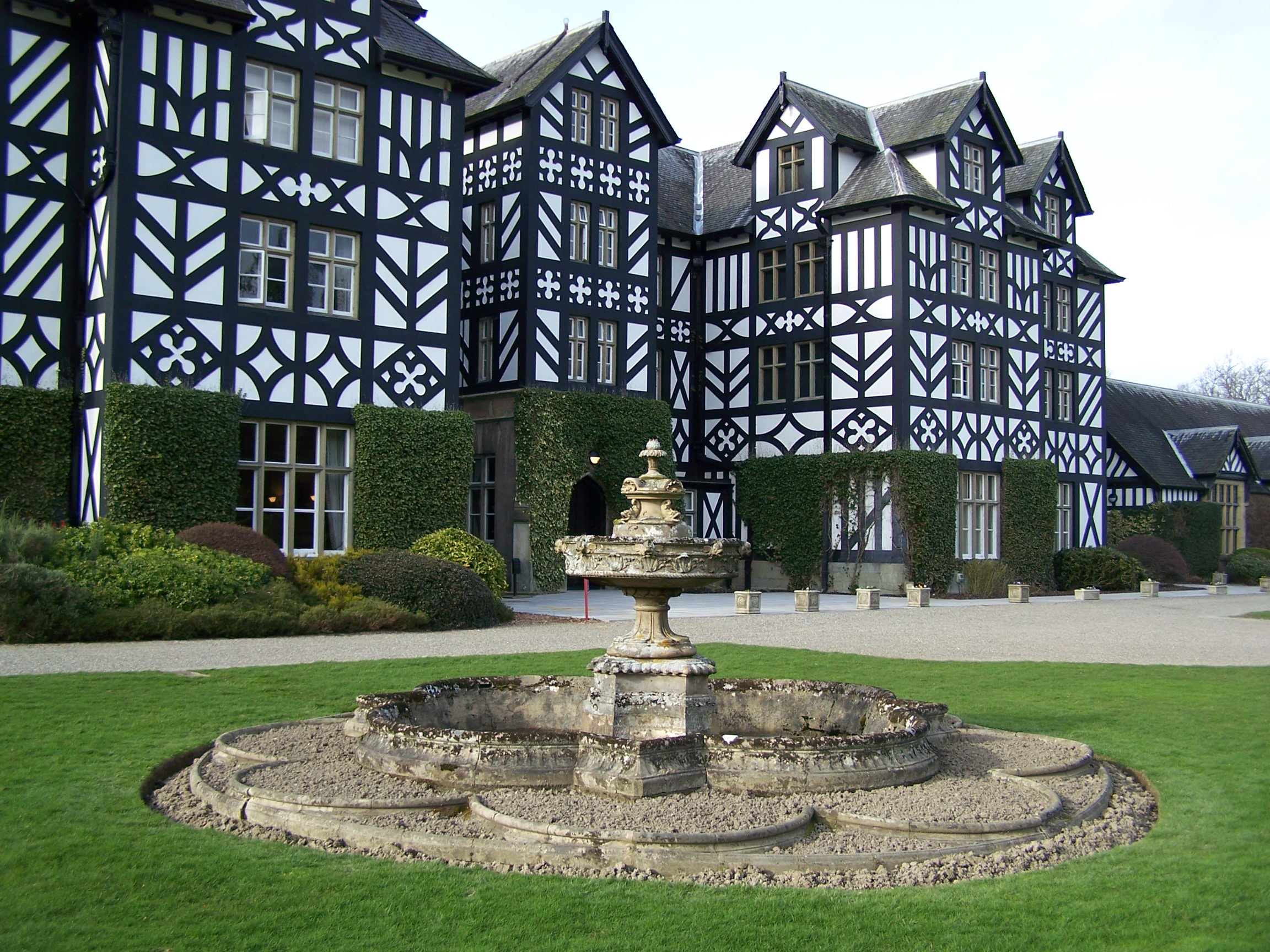
Le manoir de Gregynog.

Alors que l'art visuel est la passion de Margaret, Gwendoline Davies s'intéresse aussi à la musique et elle est elle-même musicienne de talent. De 1933 à 1938, elles financent le festival de musique de Gregynog (Gregynog Music Festival) qui se tient dans leur propriété pendant trois ou quatre jours tous les ans, avec aussi des récitals de poésie. Ces événements accueillent des compositeurs et musiciens importants de l'époque, comme Ralph Vaughan Williams, Edward Elgar, Gustav Holst, le chef d'orchestre Adrian Boult, ou le poète Lascelles Abercrombie; parmi les musiciens, l'on compte la violoniste Jelly d'Arányi et le Rothschild Quartet.
Les sœurs Davies mettent fin au festival au moment de la montée des périls à l'aube de la Seconde Guerre mondiale. Il renaît de 1955 à 1961 grâce à Ian Parrott, professeur de musique à Aberystwyth pendant plus de trente ans. Le festival se tient de nouveau en 1988 grâce au ténor Anthony Rolfe Johnson et continue sous la direction de Rhian Davies.

## Dernières années
Les deux sœurs sont demeurées célibataires. Gwendoline Davies meurt à Oxford. Ses cendres sont enterrées dans son village natal de Llandinam, où sa sœur la rejoint à sa mort en 1963.

## Legs

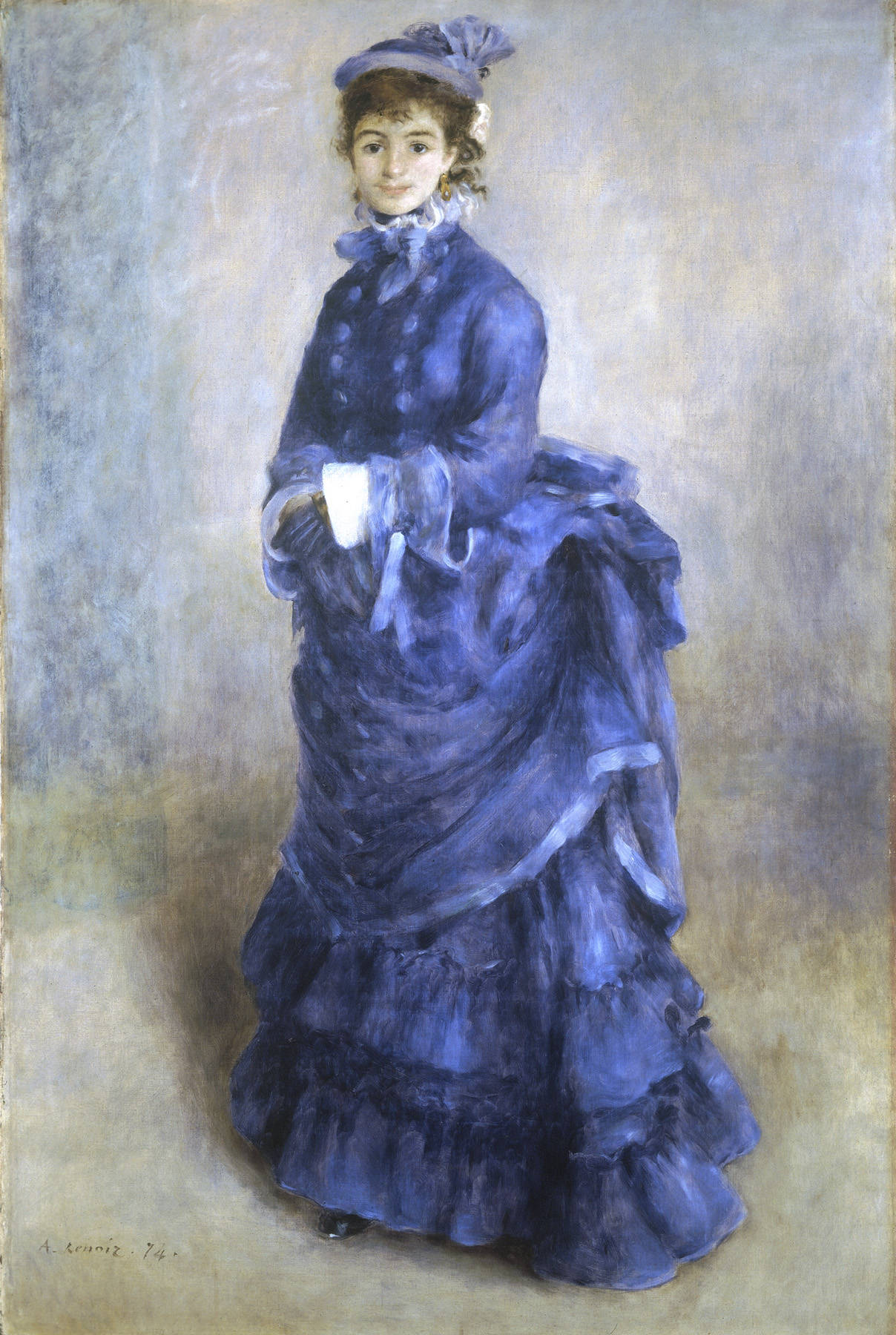
La Parisienne ou La Dame en bleu de Renoir (1874).

En 1953 et 1961, la collection des sœurs Davies, comprenant 260 œuvres, est léguée au musée national de Galles à Cardiff, formant le noyau de sa collection internationale d'œuvres et s'étant fortement accrue depuis. Cette collection est considérée au milieu du XXe siècle comme l'une des collections les plus importantes de Grande-Bretagne. Parmi les œuvres, l'on peut distinguer sept huiles sur toile considérées comme étant de Turner (dont The Beacon Light); mais trois sont jugées ensuite comme étant des faux et retirées. Elles sont réexaminées au cours de l'émission de la BBC, Fake or Fortune, et considérées à nouveau comme authentiques. Elles sont de nouveau exposées toutes ensembles. L'un des chefs-d'œuvre de la collection est La Parisienne (ou La Dame en bleu) de Renoir (1874), légué en 1952.
En 1967, la Davies Memorial Gallery  est construite à Newtown (Powys) grâce à un legs des sœurs Davies. Après rénovation en 2003, ce petit musée a rouvert sous le nom d'Oriel Davies Gallery.

## Distinction
- En 1937, Gwendoline Davies est faite Companion of Honour.